# Lesothosaurus
Lesothosaurus diagnosticus
Genre
Espèce
Synonymes
- † Stormbergia dangershoeki

Lesothosaurus (le « lézard du Lesotho ») est un genre éteint de petit dinosaure ornithischien bipède, long de près de 2 mètres découvert en Afrique australe, au Lesotho, dans des couches géologiques attribuées au Jurassique inférieur (Hettangien - Sinémurien), soit il y a environ entre 201,4 et 192,9 millions d'années.
C'est un ornithischien basal dont la position taxonomique est difficile à établir par le fait que tous les restes fossiles découverts à ce jour de cet animal appartiennent à des spécimens juvéniles.
En 2016, une étude phylogénétique de Matthew G. Baron et ses collègues conclut que L. diagnosticus « représente presque certainement » la forme juvénile de l'espèce Stormbergia dangershoeki, avec laquelle il devrait être mis en synonymie. Cette attribution est confirmée en 2018 par D. Mazdia et ses collègues. En 2019 et 2020, Lesothosaurus diagnosticus est accepté comme valide,, notamment par :
- J. Párraga and A. Prieto-Márquez 2019[6],[4]
- B. T. Breeden and T. B. Rowe 2020[7],[4]
- P.-E. Dieudonné et al. 2020[8],[4]
- D. Moro et al. 2020[9],[4]

## Description

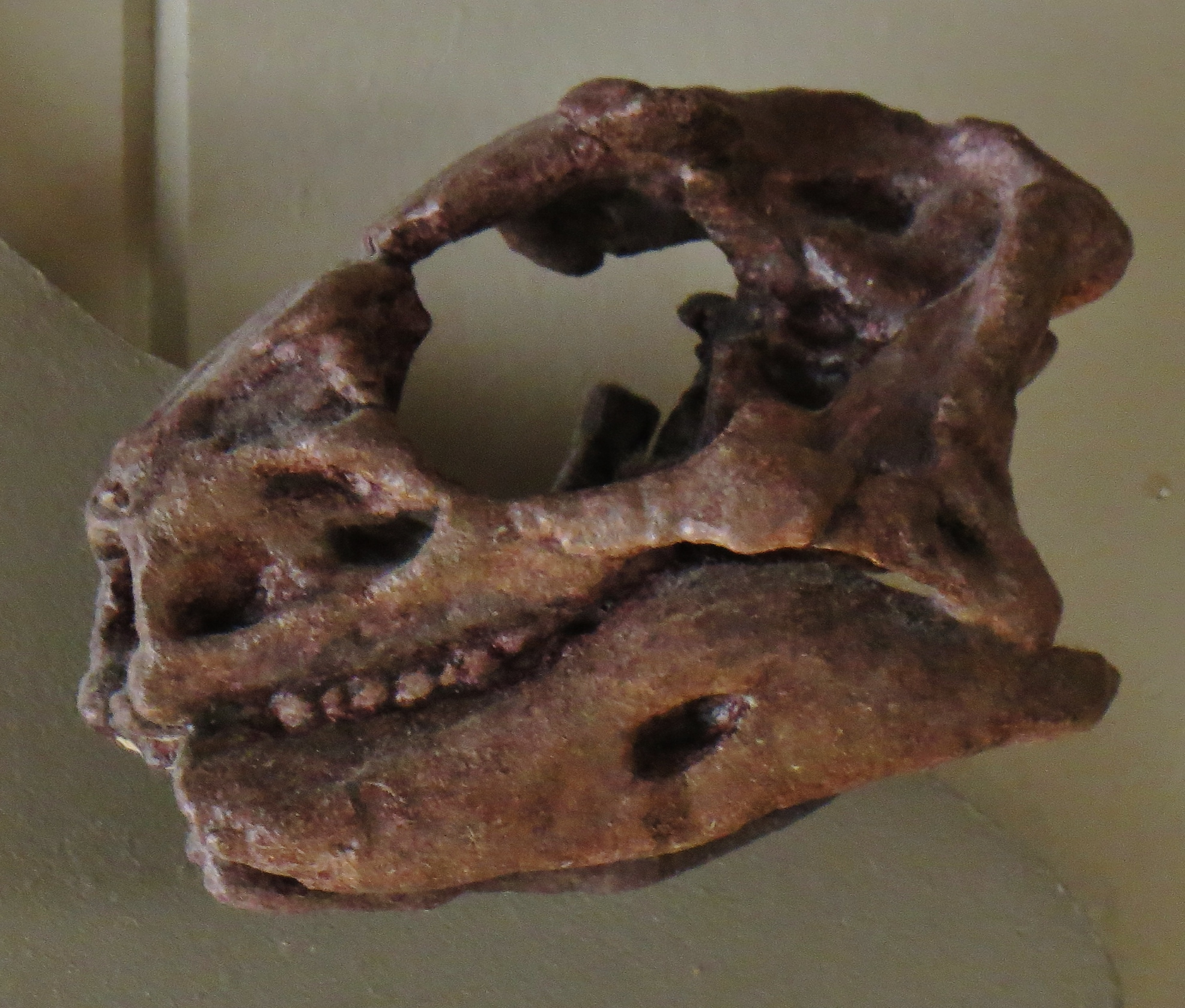
Moulage d'un crâne de
Lesothosaurus diagnosticus
au Muséum des sciences naturelles de Bruxelles. L'original étant au Muséum national d'histoire naturelle à Paris

Son squelette se caractérise par une queue et des membres postérieurs effilés, ce qui montre une adaptation à la course. À l'inverse, ses membres antérieurs relativement petits ne devaient sans doute l'aider qu'à saisir les végétaux dont il se nourrissait.
En effet, cet animal était herbivore comme le suggère sa denture (il pouvait à l'occasion compléter son régime alimentaire par des insectes et de petits morceaux de viande). Ses dents petites, foliacées (en forme de feuilles) et bien espacées, ressemblent à celles d'un reptile actuel, l'iguane terrestre des Galapagos (genre Conolophus) qui se nourrit de cactus et de petits animaux. Tout comme cet animal, Lesothosaurus devait se servir de ses dents uniquement pour déchirer et réduire en plus petits morceaux des végétaux coriaces avant de les avaler (sans les mastiquer toutefois car ses dents n'étaient pas faites pour ça et de toute façon il ne possédait pas de joues).
La présence d'une petite ouverture en avant des yeux pourrait correspondre à l'existence d'une glande à sel. Ce qui renforce l'idée que Lesothosaurus ait pu vivre dans un environnement aride. Les paléontologues pensent même qu'il aurait pu estiver durant la période la plus sèche car on a retrouvé deux squelettes pelotonnés ensemble avec des dents usées éparpillées autour d'eux (ce qui semble indiquer que leurs dents étaient remplacées durant cette période). Peut-être avait-il aussi un mode de vie comparable à celui des gazelles africaines, broutant les végétaux tout en étant aux aguets et ne pouvant compter (en l'absence de tout moyen de défense) que sur sa vitesse et son agilité à la course pour échapper aux prédateurs du Jurassique inférieur qu'étaient Thecodontosaurus et certains théropodes.
La découverte de plusieurs fossiles de Lesothosaurus sur un même site témoigne probablement d'une vie en groupe de ces jeunes individus, un comportement déjà observé chez certains dinosaures comme les ornithischiens.

## Classification
Lesothosaurus a été considéré à l'origine comme un ornithopode. Sa position taxonomique a ensuite varié au sein des ornithischiens selon les études phylogénétiques conduites :
- un ornithischien non-génasaurien selon Paul Sereno en 1986 et 1999[10],[11] ;
- un néornithischien non-cérapode selon R. J. Butler et ses collègues en 2007[12] ;
- un thyréophore basal selon C. A. Boyd en 2015[13].

En 2016 Matthew G. Baron, David B. Norman et Paul M. Barrett le placent comme un néornithischien basal et le considèrent comme un très probable juvénile de l'espèce sympatrique Stormbergia dangershoeki.